# Port Royale 2
Port Royale 2 ist der Nachfolger zu der Wirtschaftssimulation Port Royale: Gold, Macht und Kanonen. Es ist der zweite Teil innerhalb der Port-Royale-Computerspielserie und der letzte Teil, der von Ascaron entwickelt wurde. Port Royale 2 erschien im Mai 2004 und wurde von Take 2 Interactive vertrieben. Mit Port Royale 3 existiert ein direkter Nachfolger.
Im Zuge der Insolvenz von Entwickler Ascaron legte der neue Eigentümer an der Serie Kalypso Media Port Royale 2 Ende Dezember 2009 erneut auf. Der Vertrieb erfolgte unter der Marke „Purple Hills“. Bei dieser Version, die neben einigen Verbesserungen auch Fehlerbereinigungen enthält, wurde zudem der Kopierschutz entfernt – dieser verhinderte zuvor das Ausführen von Port Royale 2 unter Windows Vista sowie Windows 7. Die frühere Version, unter anderem in der Software Pyramide unter der Marke „Green Pepper“ erschienen, war lediglich bis Windows XP lauffähig.
Strategy First veröffentlichte auf Steam und GOG.com erneut.

## Spielprinzip
Das Spiel ist in der Karibik um das Jahr 1600 in der Karibik angesiedelt. Die Städte auf der Kartei sind größtenteils historisch korrekt platziert, auch wenn einige in Wirklichkeit erst später gegründet wurden. Die vier großen Kolonialmächte Spanien, England, Frankreich und Holland ringen um die Vorherrschaft in der Neuen Welt. Es stehen vier Tutorials und vier Szenarien mit einem Missionsziel zur Auswahl. Im Endlosspiel stehen acht Städte als Heimathafen zur Verfügung. Man startet mit einem kleinen Schiff und beginnt zu handeln. Hier stehen 19 Waren in 5 Kategorien (Nahrung, Rohstoffe, Fertigprodukte, Kolonialwaren und Importe aus Europa) zur Verfügung. Die Preise folgen Angebot und Nachfrage. Städte, die mit einer Ware übersättigt sind, sorgen dafür, dass Preise fallen. Engpässe sorgen für hohe Verkaufspreise. Kolonialstädte produzieren Rohstoffe wie Zuckerrohr und Kolonialwaren wie Kakao oder Tabak. Städte mit Gouverneur verarbeiten Rohstoffe zu Fertigwaren wie Baumwolle zu Kleidung. Durch eine regelbasierte Handelsrouten-Automatik kann der Spieler die Kontrolle der Schiffe delegieren. Der Schwierigkeitsgrad erhöht Warenpreise und Gefährlichkeit der Gegner. Schiffstypen unterscheiden sich in Bewaffnung, Geschwindigkeit und Ladekapazität. Schwere Linienschiffe besitzen die meisten Kanonen, werden jedoch von einer Fregatte ausmanövriert. Jeder Konvoi besteht aus bis zu 10 Schiffen und einem Kapitän, der in Kneipen angeheuert werden kann. Im späteren Spielverlauf ist Anzahl der Schiffe theoretisch unbegrenzt. Es ist möglich, Städte anzugreifen. Die Schlachten an Land entsprechen von der Steuerung her einem Echtzeit-Strategiespiel.

## Rezeption
Port Royale 2 lasse neue Ideen vermissen. Grafik und Seeschlachten seien identisch zu Ableger Piraten – Herrscher der Karibik, das Wirtschaftssystem zeige starke Parallelen zu dem Vorgänger innerhalb der Serie. Das dynamische Handelssystem sei komplex, aber in funktionalen Menüs edel verpackt. Dem Spieler werden mit Missionen, Fechten, Glücksspiel, Invasionen, Gebäudebau viele Möglichkeiten geboten. Der Schwierigkeitsgrade sei für Einsteiger zu groß. Die Kämpfe an Land seien enttäuschend. Der dynamische Warenkreislauf sorge dafür, dass es immer etwas optimieren gebe. Mit selbst gesteckten Zielen motiviere sich der Spieler immer weiter. Es sei die seinerzeit beste Wirtschaftssimulation.